# Copyright finns inte
Copyright finns inte är en bok skriven av Linus Walleij. Boken behandlar subkulturer och tar bland annat upp hackerkulturen, rave och cyberpunk.

## Utgåvor
Copyright finns inte publicerades ursprungligen 1994 på internet och en ny, andra version släpptes 1998. Den senaste, enligt författaren slutgiltiga internetutgåvan av Copyright finns inte är version 3.0 som publicerades 2000. Samma år gavs boken dessutom ut i tryckt form.
Utöver den tryckta och online-upplagorna finns boken även tillgänglig på många olika digitala plattformar och i ett stort antal filformat, i form av dokument som kan alla laddas ner gratis från internet. Sedan år 2000 finns den också att läsa på engelska, dock endast online.